# Премьер-министр Республики Сербской
Премьер-министр Республики Сербской (серб. Предсједник Владе Републике Српске, босн. и хорв. Predsjednik Vlade Republike Srpske) — законно избранный глава Правительства Республики Сербской. Он руководит правительством и ведёт его заседания, представляет Республику Сербскую в Боснии и Герцеговине и на международной арене.
С 18 декабря 2018 года премьер-министром Республики Сербской является Радован Вишкович.

## Метод избрания
Будущего премьер-министра избирают в соответствии с Конституцией Республики Сербской. Кандидатуру предлагает президент Республики после консультаций с депутатами Скупщины (парламента). Затем премьер-министра выбирают простым большинством депутатских голосов. Обычно правительство возглавляет представитель правящей партии.

## Премьер-министры
9 января 1992 года была провозглашена Республика сербского народа Боснии и Герцеговины (серб. Република српског народа Босне и Херцеговине), 7 апреля 1992 года объявившая о независимости («от Боснии и Герцеговины, но не от Югославии»). После принятия 28 февраля 1992 года конституции республики, 22 апреля 1992 года было образовано правительство во главе с его президентом (серб. Председник Владе).
12 августа 1992 года Республика сербского народа Боснии и Герцеговины была переименована в Республику Сербскую (серб. Република Српска). 5 октября 1996 года Республика Сербская была интегрирована как энтитет в квази-федеративную Боснию и Герцеговину.
| #          | Портрет         | Имя                                                                    | Начало полномочий | Конец полномочий | Партия                             |
| ---------- | --------------- | ---------------------------------------------------------------------- | ----------------- | ---------------- | ---------------------------------- |
| 1          |                 | Бранко Джерич (1948—) серб. Бранко Ђерић, Branko Đerić                 | 22 апреля 1992    | 20 января 1993   | Сербская демократическая партия    |
| 2          |                 | Владимир Лукич (1933—) серб. Владимир Лукић, Vladimir Lukić            | 20 января 1993    | 18 августа 1994  | Сербская демократическая партия    |
| 3          |                 | Душан Козич (1958—) серб. Душан Козић, Dušan Kozić                     | 18 августа 1994   | 16 октября 1995  | Сербская демократическая партия    |
| 4          |                 | Райко Касагич (1942—) серб. Рајко Касагић, Rajko Kasagić               | 16 октября 1995   | 18 мая 1996      | Сербская демократическая партия    |
| 5 (I—II)   |                 | Гойко Кличкович (1955—) серб. Гојко Кличковић, Gojko Kličković         | 18 мая 1996       | 27 ноября 1996   | Сербская демократическая партия    |
| 5 (I—II)   | 27 ноября 1996  | Гойко Кличкович (1955—) серб. Гојко Кличковић, Gojko Kličković         | 18 января 1998    |                  | Сербская демократическая партия    |
| 6 (I)      |                 | Милорад Додик (1959—) серб. Милорад Додик, Milorad Dodik               | 18 января 1998    | 12 января 2001   | Союз независимых социал-демократов |
| 7          |                 | Младен Иванич (1958—) серб. Младен Иванић, Mladen Ivanić               | 12 января 2001    | 17 января 2003   | Партия демократического прогресса  |
| 8          |                 | Драган Микеревич (1955—) серб. Драган Микеревић, Dragan Mikerević      | 17 января 2003    | 15 февраля 2005  | Партия демократического прогресса  |
| 9          |                 | Петар Букейлович (1946—) серб. Петар Букејловић, Petar Bukejlović      | 15 февраля 2005   | 28 февраля 2006  | Сербская демократическая партия    |
| 6 (II—III) |                 | Милорад Додик (1959—) серб. Милорад Додик, Milorad Dodik               | 28 февраля 2006   | 30 ноября 2006   | Союз независимых социал-демократов |
| 6 (II—III) | 30 ноября 2006  | Милорад Додик (1959—) серб. Милорад Додик, Milorad Dodik               | 15 ноября 2010    |                  | Союз независимых социал-демократов |
| и. о.      |                 | Антон Касипович (1956—) хорв. Anton Kasipović, серб. Антон Касиповић   | 15 ноября 2010    | 29 декабря 2010  | Союз независимых социал-демократов |
| 10         |                 | Александар Джомбич (1968—) серб. Александар Џомбић, Aleksandar Džombić | 29 декабря 2010   | 12 марта 2013    | Союз независимых социал-демократов |
| 11 (I—II)  |                 | Желька Цвиянович (1967—) серб. Жељка Цвијановић, Željka Cvijanović     | 12 марта 2013     | 18 декабря 2014  | Союз независимых социал-демократов |
| 11 (I—II)  | 18 декабря 2014 | Желька Цвиянович (1967—) серб. Жељка Цвијановић, Željka Cvijanović     | 15 ноября 2018    |                  | Союз независимых социал-демократов |
| и. о.      |                 | Сребренка Голич (1958—) серб. Сребренка Голић, Srebrenka Golić         | 15 ноября 2018    | 18 декабря 2018  | Союз независимых социал-демократов |
| 12 (I—II)  |                 | Радован Вишкович (1964—) серб. Радован Вишковић, Radovan Višković      | 18 декабря 2018   | 21 декабря 2022  | Союз независимых социал-демократов |
| 12 (I—II)  | 21 декабря 2022 | Радован Вишкович (1964—) серб. Радован Вишковић, Radovan Višković      | действующий       |                  | Союз независимых социал-демократов |